# Damasus Dürr
Damasus Dürr (n. circa 1535 sau 1537, Bod, în Țara Bârsei – d. 1585, Apoldu de Jos), preot luteran, rămas în istorie ca scriitor de limba germană datorită publicării predicilor sale.

## Biografia
Tatăl său, Georg Dürr, a murit în 1565 în Petiș (Petersdorf) unde, se crede, a fost învățător sau preot.
Damasus Dürr a urmat gimnaziul din Brașov unde, în 1553, rectorul Petrus Weresius i-a înscris numele în registrul elevilor. În 1554 a scris prima predică pe care, ulterior, a inclus-o în culegerea sa de predici.
Dürr a fost trimis să-și continue studiile la Universitatea din Wittenberg unde, pe lângă teologie, a studiat și științele naturii. În vremea aceea, Wittenberg era singurul loc în care se pregăteau și se ordinau (hirotoniseau) predicatori și preoți evanghelici, fapt pentru care, acolo se adunau studenți din toate țările în care de răspândea Lutheranismul. Ordinația, în sensul de transmitere a ministerium verbi, a fost introdusă în 1535 de Martin Luther, ca semn că preoții din noile parohii nu mai țineau de vechiul drept canonic. Dürr a fost ordinat pe 3 septembrie 1559, intrând astfel în slujba bisericii. În registrele de la Wittenberg apare că Dürr a fost trimis ca preot în gen der Newenstadt in Transsilvania (Cristian din Țara Bârsei, azi județul Brașov, Transilvania). Nu se știe dacă a funcționat efectiv ca preot în această localitate, dar se știe cu precizie că s-a întors la Sibiu, deoarece apare pe statul de plată al primăriei acestui oraș. Prima mențiune este din 1561 (domino Damaso ministro ... ecclesiae); alte înregistrări sunt în 1566 și 1567.
În 1568 sau 1569 s-a mutat la Apoldu de Jos, care în acea vreme avea o populație exclusiv săsească, unde a fost preot până la moarte. A rămas de trei ori văduv.

## Opera
A rămas cunoscut în istorie pentru predicile sale pe care le-a adunat în două volume in-folio. Din păcate, s-a păstrat numai primul volum, cu 1120 pagini, împărțit în trei părți. Se vede că textele au fost scrise la date diferite și pe tipuri de hârtie diferite.
Prima parte (paginile 1-707) urmează calendarul bisericesc, având incluse în ordine cronologică o serie continuă de predici privind pericopele din duminicile și sărbătorile cuprinse între prima zi de Advent (4 săptămâni înaintea Crăciunului) 1554, până în Gründonnerstag (Joia Mare) 1578. Suplimentar, la această parte sunt adăugate trei predici privind Patimile Mântuitorului (Joh 13).
A doua parte (paginile 719-921) are o pagină de titlu proprie, cuprinzând predici și considerații asupra textelor Evangheliilor, din anul 1573.
Partea a treia (paginile 923-1129) este o culegere de predici privitoare la sărbători de importanță mai mică (apostolii, Fecioara Maria), și se încheie cu anul 1570.
Cea mai recentă din predicile incluse în volum este din anul 1582.

## Valoarea istorică
Valoarea istorică a operei lui Dürr este inestimabilă. Este cea mai veche colecție de predici evanghelice săsești, care ne permite să cunoaștem dezbaterile din viața și credința sașilor evanghelici și controversele în problemele religioase al secolului Reformei.
Valoarea teologică a învățăturii luterane, în viziunea lui Dürr, și valoarea lingvistică, a stadiului limbii în acea epocă, sunt și ele deosebit de mari.
Lucrarea mai are și o valoare etnologică, fiind o sursă de cunoaștere a obiceiurilor și tradițiilor populației germane din Transilvania.
Damasus Dürr intrase aproape în uitare, când, în 1883, Albert Amlacher a scris o biografie a sa.
Opera lui Dürr a început să fie publicată în 1939, dar, din păcate, s-au tipărit numai nouă coli și, datorită izbucnirii celui de-al Doilea Război Mondial, publicarea a fost întreruptă, nefiind reluată nici până astăzi. Consultarea lucrării de către specialiști se face numai pe manuscris.